# Манько Олексій Васильович
Манько Олексій Васильович (нар. 18 квітня 1961, Львів, УРСР) — український науковець. Кандидат технічних наук, доцент кафедри технології матеріалів та поліграфічного машинобудування Української академії друкарства.

## Винаходи та апробація
- Спосіб отримання дифузійного хромованого покриття на залізовуглецевих сплавах (1990 р.)[1];
- Спосіб отримання комбінованого покриття на залізовуглецевих сплавах (2001 р.)[2];
- Спосіб отримання комбінованого покриття на деталях із залізовуглецевих сплавів (2002 р.)[2];
- Спосіб отримання комбінованого покриття поверхонь деталей пар тертя із залізовуглецевих сплавів (2002 р.)[2];
- Спосіб отримання комбінованого покриття деталей машин із залізовуглецевих сплавів (2003 р.)[2];
- Спосіб одержання композиційного дифузійного покриття на швидкозношувальних поверхнях деталей із залізовуглецевих сплавів (2006 р.)[2];
- Спосіб отримання комбінованого покриття на мідних сплавах (2009 р.)[2].

Запатентовані способи пройшли апробацію і в наукових публікаціях під авторством Заслуженого діяча науки і техніки України Голубця Володимира Михайловича та доктора технічних наук, професора Шахбазова Якова Олександровича отримали схвалення. Так, про спосіб одержання композиційного дифузійного покриття на швидкозношувальних поверхнях деталей із залізовуглецевих сплавів згадано в статті «Технологічне забезпечення якості поверхонь деталей машин, відновлених методом хімічного оброблення і дифузійного хромування» (Машинознавство, 2009 р). Автори статті зазначають:
|  | Для відновлення поверхонь деталей машин запропоновано комплексний метод хімічного оброблення і дифузійного хромування. |

У статті «Відновлення деталей машин комплексним методом хімічної обробки і дифузійного хромування» (Науково-технічний збірник Української академії друкарства, 2009) ці ж атвори конкретизують результати запатентованого способу:
|  | Запропонований для відновлення деталей машин комплексний метод хімічної обробки і дифузійного хромування полягає в осадженні на попередньо підготовлену поверхню відновлюваної деталі нікелькобальтфосфорного хімічного покриття (ХП) у водяному розчині визначених рецептур і дифузійному хромуванні за прийнятими режимами. У результаті відновлення на поверхні деталі утворюється дифузійний шар. Його будова залежно від застосовуваних режимів методу складається з декількох зон, робочою з яких є зовнішня композитна зона, яка досягає 250 мкм. Під час відновлення комплексним методом використовується наявне на підприємствах універсальне обладнання. Хімічна обробка полягає у нанесенні на поверхню деталі, яка пройшла попередню механічну обробку, очищена, знежирена, декапована і промита, хімічного осадження у водяному розчині визначеної рецептури. Завдяки збільшеному завантаженню процес хімічного осадження триває 45 хв. У результаті отримуємо Ni-Co-P хімічне покриття аморфного типу товщиною 8–12 мкм. |

В іншій статті «Структурна схема технологічної системи механічної обробки робочих поверхонь деталей машин» (Поліграфія і видавнича справа, 2011) про цей метод зазначається наступне:
|  | Зміна складу рецептур розчинів та реалізація режимів комплексного методу на конструкційних сталях дозволяє отримувати зміцнені шари різної морфології та твердості для підвищення якості робочих поверхонь деталей машин, що експлуатуються в різних умовах. |

Про інші способи, зокрема отримання комбінованого покриття деталей машин із залізовуглецевих сплавів, отримання комбінованого покриття на деталях із залізовуглецевих сплавів, отримання комбінованого покриття поверхонь деталей пар тертя із залізовуглецевих сплавів, отримання комбінованого покриття на залізовуглецевих сплавах у статті «Технологія комплексного методу відновлення деталей типу тіл обертання» (Вісник Національного університету «Львівська політехніка», 2012) стверджується:
|  | Згідно з проведеними дослідженнями отримано зміцнене покриття, що складається з 4-х зон: зовнішньої композитної зони 1, яка складається із стовпчастих карбідів хрому в матриці твердого розчину Cr в α-Fe завтовшки до 250 мкм та інтегральною мікротвердістю 12 ГПа; зони 2 твердого розчину хрому в α-залізі завтовшки 30–40 мкм та мікротвердістю 4,5 ГПа; евтектоїдної зони 3 завтовшки близько 30 мкм та мікротвердістю 4 ГПа і зневуглецьованої зони 4 завтовшки 160–180 мкм та мікротвердістю 1,4–1,6 ГПа за феритною складовою, що переходить у серцевину матеріалу 5. Будова композитної зони 1 дає змогу значно підвищити ресурс роботи завдяки релаксації накопичених у ході роботи внутрішніх мікронапружень у м'якій фазі – твердому розчині хрому в α-залізі, в той час, коли основне навантаження сприйматиме тверда фаза – стовпчасті зерна карбіду хрому високої твердості (близько 18 ГПа). |

## Симпозіуми та конференції
- 4-й Міжнародний симпозіум українських інженерів-механіків у Львові, 19-21 травня 1999 р.

Тези доповіді (у співавторстві): «Комбінована зміцнююча обробка (КЗО) вуглецевих сталей з метою підвищення зносостійкості пар тертя в умовах тертя ковзання».
- 7-й Міжнародний симпозіум українських інженерів-механіків у Львові, 18-20 травня 2005 р.

Тези доповіді (у співавторстві): «Вплив хімічного покриття на структуру зміцненого шару при комбінованій зміцнюючій обробці».
- Науково-технічна конференція професорсько-викладацького складу, наукових працівників і аспірантів, 14-17 лютого 2017, Міністерство освіти і науки України, Українська академія друкарства, Наукове товариство імені Т. Шевченка.

Доповідь: «Підвищення зносостійкості паперорізальних ножів, зміцнених методом фрикційно-зміцнювальної обробки (ФРЗО)».

## Вибрані праці
Автор та співавтор понад 50 наукових публікацій у провідних наукових збірниках, журналах тощо, в тому числі й закордонних:
- Манько О. В. Застосування комбінованих зміцнюючих технологій в поліграфічному машинобудуванні / О. В. Манько, О. П. Стецьків // Поліграфія і видавнича справа. — 1993. — № 28. — С. 44-48[9]
- Манько О. В. Вплив зміни режимів при комбінованій зміцнюючій обробці мало- і середньовуглецевих сталей на будову зміцненого шару / О. П. Стецьків, О. В. Манько, А. Є. Стецько // Проблеми трибології. Міжнародний науковий журнал. — 2000. — № 1 (13). — С. 100—102[10]
- Манько О. В. Експериментальні дослідження стійкості прорізного інструмента для вирізування картонних розгорток / О. В. Манько, І. І. Регей, Я. М. Угрин // Поліграфія і видавнича справа. — 2002. — № 38. — С. 3-8[9]
- Манько О. В. Дослідження впливу попереднього хімічного покриття (ХП) на процес формування композиційної зони при комбінованій зміцнюючій обробці (КЗО) / Манько О. В., Стецько А. Є. // Машинознавство. — Львів, 2005. — № 3 — С. 37-41[7]
- Манько О. В. Висічний інструмент (проблема виготовлення в Україні) / О. В. Манько, В. А. Сторощук // Упаковка. — 2005. — № 4. — С. 28-30[11]
- Манько О. В. Утворення білого шару при фрикційно-зміцнюючій обробці тонких пластин / О. В. Манько, Ю. Б. Стецько // Процеси механічної обробки в машинобудуванні. — 2005. — Випуск 1. — С. 146—157[12]
- Манько О. В. Книжкова цивілізація: проблеми конкуренції // Поліграфія і видавнича справа. — 2006. — № 44. — С. 105—108[9]
- Манько О. В. Особливості утворення білих шарів на тонких пластинах / О. В. Манько, В. А. Сторощук, Ю. Б. Стецько. // Поліграфія і видавнича справа. — 2007. — № 1 (45). — С. 146—154[9]
- Манько О. В. Дослідження зносостійкості паперорізальних ножів, зміцнених методом фрикційно-зміцнювальної обробки (ФРЗО) / О. В. Манько, В. А. Сторощук // Вісн. Нац. ун-ту «Львів. політехніка». — 2008. — № 613. — С. 38-45[11].
- Манько О. В. Зношування паперорізальних інструментів / О. В. Манько, В. А. Сторощук, Ю. Б. Стецько // Упаковка. — 2008. — № 3. — С. 64-65[11]
- Манько А. В. Влияние упрочняющей обработки на износ металлических штампов для тиснения // Труды БГТУ. — Минск: БГТУ, 2013. — № 8. — С. 23-28[13][14].